# Matrona di Capua
Matrona (V secolo – VI secolo) è stata una nobile romana, famosa per aver ritrovato il corpo del primo santo vescovo di Capua, San Prisco.

## Agiografia
Matrona, nobile romana di origine portoghese, sarebbe stata miracolata da san Prisco. La leggenda narra che la giovane fanciulla, affetta da fluxus ventris si recò nella città campana di Capua e, sulla tomba del Primo santo vescovo capuano, guarì. La santa ritrovò l'antico sepolcro di San Prisco che, nel corso dei tempi, andò perduto.
La tomba fu ritrovata nei pressi della Conocchia, un antico monumento funebre romano, sulla Via Appia. Da quel ritrovamento, fu fatta costruire una basilica in onore del martire capuano. Matrona restò lì per tutto il resto della vita, onorata poi come Santa e invocata contro le epidemie intestinali e il colera.

## La cappella di Santa Matrona nell'Arcipretura di Santa Croce e San Prisco[6]
La piccola Cappella di Santa Matrona è un sacello funerario annesso forse alla primitiva basilica paleocristiana dedicata a San Prisco. A pianta quadrata con agli angoli colonne con antichi capitelli, nella parte absidale è situata una vasca di marmo che funge da altare, che la tradizione vuole contenesse le spoglie della Santa, e che è con molta probabilità, una vasca trafugata da una villa dell'Antica Capua.
Sulla volta e su tre delle quattro lunette si dispiega una sfavillante decorazione a mosaico nella quale i colori dai toni freddi e le abbondanti lumeggiature d'oro risaltano sul fondo blu intenso. Quattro palme, simbolo del martirio, seguono le linee della volta.

I quattro spicchi in cui è divisa la volta hanno una corrispondenza geometrica, tutti hanno tralci di viti, grappoli d'uva, due uccelli che beccano l'uva. Le lunette che chiudono gli archi, conservano solo in parte la decorazione musiva: una è completamente perduta e di un'altra si conserva solo la metà sinistra.

Nella lunetta al di sopra dell'ingresso vi è un busto di Cristo benedicente con le lettere apocalittiche: alpha e omega. Il maestoso volto del Cristo è di tipo orientale.
I mosaici, che rientrano nella grande tradizione musiva paleocristiana che ebbe in Campania una notevole fioritura, degna del confronto con Roma, Ravenna e Milano, sono stati variamente datati, tra gli inizi del V e il VI secolo, ma l'assenza del nimbo intorno alle teste dei simboli degli Evangelisti e del libro accanto a ciascuno di essi, assieme alla presenza di elementi decorativi di piena tradizione classica, fanno propendere per la datazione alla prima metà del V secolo.